# Мбанк
ОАО «Мбанк» (Кыргызстан)
«Мбанк» (полное наименование — Откры́тое акционе́рное о́бщество «Мбанк»)  —  первый цифровой банк в Кыргызстане, который динамично движется вперед, обслуживает более 1,5 миллиона человек в 60 филиалах страны, фокусируясь на цифровизации и автоматизации процессов.
История
- Основан 1 января 1988 года как Киргизская контора Центрального банка коммунального хозяйства и жилищного строительства СССР. 6 ноября 1990 года преобразован в АКБ «Кыргызстан»  .
- В 2005 году переименован в ОАО «АКБ Кыргызстан». Начиная с 20 ноября 2006 года — ОАО «Коммерческий банк Кыргызстан»  .
- В феврале 2025 года банк официально сменил название на ОАО «Мбанк»  .

Деятельность и масштабы
- Осуществляет деятельность по лицензии № 014 Национального банка КР.
- Активная клиентская база — свыше 3 млн человек, мобильное приложение скачано более 10 млн раз, охватив около 80 % взрослого населения страны  .
- Предоставляет цифровые сервисы: виртуальные карты, онлайн‑кредиты, платежи, а также lifestyle-функции — стриминг, ТВ, интеграция с госуслугами  .

Продукты и инновации
- Активно развивает цифровые продукты: мобильное приложение MBANK (с версиями для взрослых, MBANK Junior и специальные премиальные версии), карты Visa Platinum, Infinite, Business, Gold, маркетплейс MMarket с рассрочкой M+, сервисы MBusiness и MKassa для крупного бизнеса и предпринимателей, исламские финансовые продукты Mislamic, депозиты до 15 %, онлайн-кредиты до 250 000 сомов и др.  .

Руководство
- Среди ключевых руководителей — Ишенбаев Максатбек Бейшенбекович (Председатель Правления), Торалиев Марат Тынчтыкбекович (стратегическое и цифровое развитие), Огонбаева Кайыргуль Шабдановна (HR‑департамент); Суранаев Кайратбек (кредитование и исламские продукты); Фоменко Сергей Александрович; Райынбекова Миргуль .

География и контакты
- Центральный офис — Бишкек, ул. Горького, 1/2; также представлен в Оше и других городах  .

Награды и достижения
2023
- Признан лучшим мобильным банком по итогам премии «PLUS Award» и лидером VISA Awards в семи номинациях  .

2024
- На международной премии PLUS Galaxy Award (Digital Kazakhstan, Алма-Ата) MBANK получил две награды:
  - «Лучшее RegTech‑решение»
  - «Лучшая программа лояльности и качества обслуживания» (за программу MBonus)  .

2024/2025 (VISA Awards)
- По итогам 2024 года MBANK стал абсолютным лидером VISA Awards, одержав победу сразу в пяти номинациях:
  - Best Issuer — лидер по эмиссии и объёмам платежей картами Visa.
  - Junior Card Launch — лучший запуск детского банкинга.
  - Best Visa Direct Originator — технологическая лидирующая реализация Visa Direct.
  - Domestic Best Approval Rate — максимальный показатель успешных авторизаций по карте.
  - Leader in Token — лидер по количеству активных токенов (включая Google Pay)  .

2025
- Признан «Лучшим работодателем Центральной Азии» по версии HeadHunter (XII премия HR‑бренд ЦА), благодаря инновационной разработке MPeople (мобильное приложение для мотивации и обучения сотрудников)  .

1. ↑  MBANK - первый цифровой банк Кыргызстана | Кредиты, депозиты, карты, мобильный банкинг. MBANK - первый цифровой банк Кыргызстана | Кредиты, депозиты, карты, мобильный банкинг. Дата обращения: 18 августа 2025.